# Deemster

Wappen der Insel Man

Ein Deemster (Manx: briw) ist ein Richter auf der Insel Man. Ein Deemster oder Berufungsrichter führt den Vorsitz des Hohen Gerichtshofes der Insel Man. Die Deemster verkünden auch am Tynwald Day Gesetze, indem sie diese dem Volk laut auf Englisch und Manx vorlesen. Vor 1980 hatten der Erste und Zweite Deemster jeweils einen Sitz im Oberhaus, dem Legislative Council.
Es gibt auf der Insel Man nur drei Vollzeit-Richter oder Deemster. Es sind dies der Erste Deemster, der zugleich stellvertretender Vizegouverneur ist und im Falle einer Vakanz des Amts dessen Funktionen übernimmt, der Zweite Deemster und der Stellvertretende Deemster.
Siehe auch: Liste der Herrscher der Isle of Man